# Udo Kultermann
Udo Kultermann (14 de octubre de 1927 – 9 de febrero de 2013) historiador del arte y de la arquitectura de origen alemán y nacionalizado estadounidense.
Nacido en Stettin, Alemania (actual Polonia) en 1927. Estudio en la Universidad de Griefswald Alemania entre 1947 hasta 1950, posteriormente en la Universidad de Münster entre 1950-1953 donde consiguió el doctorado. En 1964 se trasladó a Estados Unidos para ser profesor de la historia y de teoría de la arquitectura, en la Universidad de Washington.

## Obra
Selección de obras:
- Historia de la historia del arte: el camino de una ciencia. Akal, 1996. ISBN 84-460-0437-2.[4]
- Kenzo Tange : 1946-1969 : arquitectura y urbanismo / compilado por Udo Kultermann Barcelona : Gustavo Gili, D.L. 1970.
- La creación de una visión femenina del mundo: el arte de Yayoi Kusama.[5]
- Arquitectura contemporánea en Europa oriental. Barcelona : Stylos, 1989. ISBN 84-7616-010-0.
- La arquitectura contemporánea. Publicado por Labor, 1969
- Arquitectura contemporánea; panorama de las nuevas construcciones en el mundo. Publicado por G. Gili, 1958
- Nueva arquitectura japonesa. Publicado por G. Gili, 1967
- Nuevos caminos de la Arquitectura Africana. Publicado por Blume, 1970
- Arquitectura contemporánea; panorama de las nuevas construcciones en el mundo.: Panorama de las nuevas construcciones en el mundo. Publicado por G. Gili, 1958